# 6243 Yoder
6243 Yoder è un asteroide della fascia principale. Scoperto nel 1990, presenta un'orbita caratterizzata da un semiasse maggiore pari a 2,2006055 UA e da un'eccentricità di 0,0514983, inclinata di 3,87665° rispetto all'eclittica.